# William Scupham
William Eric Halstead Scupham, CMG (* 16. Februar 1893 in Leeds; † 24. November 1958 in Daressalam) war ein Befehlshaber der Britischen Streitkräfte im Ersten Weltkrieg und zuletzt sechs Jahre Präsident der Nationalversammlung in Tansania.

## Leben und Wirken

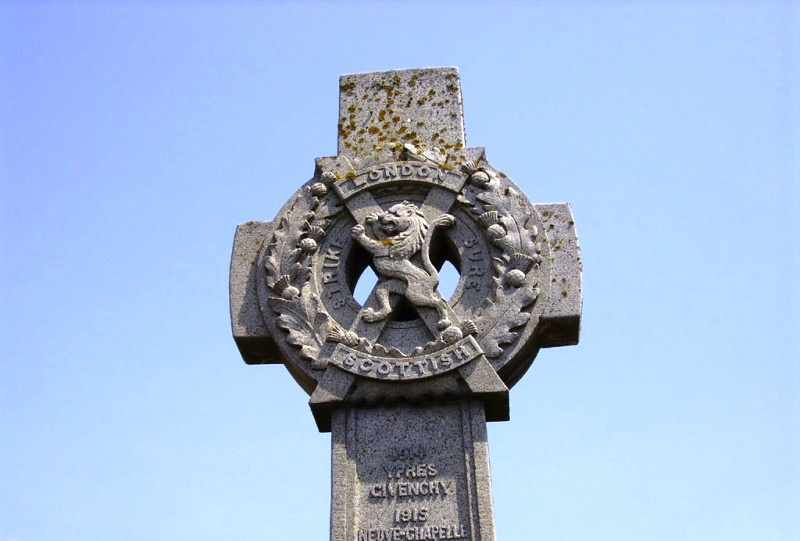
War Memorial zu Ehren der London-Scottish bei Mesen.

William entstammt einer schottischen Familie. Sein Vater war Holzhändler, der mit der Familie in den Londoner Stadtteil Barnes zog. Nach seiner Schulzeit studierte William Pharmazie. Am 15. September 1914 trat er noch vor Kriegsbeginn der Territorialarmee bei und wurde dem 1. Bataillon des London-Scottish-Regiments zugeteilt. Seine Einheit hatte als erste Britische Kampfgruppe Feindkontakt. Er verließ die Armee mit Kriegsende im Rang eines Majors. Anschließend trat er in den diplomatischen Dienst ein und diente in Afrika. 1925 heiratete er Elspeth Macgregor († 1953).
1939 erfolgte seine Ernennung zum Verwaltungssekretär des Exekutivrats im Tanganjika-Territorium, wo er schon zuvor in der Verwaltung tätig war. Großbritannien hatte dieses Gebiet während des Ersten Weltkriegs von den Deutschen erobert und war 1922 vom Völkerbund aufgefordert worden, das Mandat zur Verwaltung wahrzunehmen. Nach der Vertreibung italienischer Besetzungstruppen aus Britisch-Somaliland wurde Scupham 1941 militärischer Verwalter dieser 155 km² großen Region. 1953 wurde er zurück in den zivilen Dienst nach Tanganjika versetzt, um Vorsitzender der Nationalversammlung zu werden. Seine Amtszeit endete am 30. April 1958 mit dem Erreichen seines 65. Lebensjahrs.